# 埃伯哈德·京格
埃伯哈德·京格（德語：Eberhard Gienger，1951年7月21日—），德国男子体操运动员。他曾代表西德参加1972年和1976年夏季奥林匹克运动会体操比赛，其中1976年奥运会获得一枚铜牌。